# Armbian
Armbian es un sistema operativo informático basado en Debian y Ubuntu para placas de desarrollo ARM. 

## Hardware soportado
- Banana Pi
- Banana Pi M2
- Banana Pi M2+
- Banana Pi Pro
- Beelink X2
- Clearfog base
- Clearfog pro
- Cubieboard
- Cubieboard2
- Cubietruck
- Outernet Dreamcatcher
- Cubox-i
- Lemaker Guitar
- Libre Computer Project AML-S905X-CC (Le Potato)[1]
- Libre Computer Project ALL-H3-CC (Tritium) H2+/H3/H5
- Lamobo R1
- Olimex Lime
- Olimex Lime 2
- Olimex Lime A10
- Olimex Lime A33
- Olimex Micro
- Orange Pi 2
- Orange Pi 3
- Orange Pi Lite
- Orange Pi One
- Orange Pi PC
- Orange Pi PC+
- Orange Pi PC2
- Orange Pi R1
- Orange Pi Win
- Orange Pi Zero
- Orange Pi Zero 2+ H3
- Orange Pi Zero 2+ H5
- Orange Pi Zero+
- Orange Pi+
- Orange Pi+ 2
- Orange Pi+ 2e (Plus2e)
- Orange Pi 2G-IoT
- MQmaker Miqi
- Friendlyarm NanoPC T4
- Friendlyarm Nanopi Air
- Friendlyarm Nanopi M1
- Friendlyarm Nanopi M1+
- Friendlyarm Nanopi Neo
- Friendlyarm Nanopi Neo2
- Odroid C1
- Odroid C2
- Odroid C4
- Odroid HC4
- Odroid XU4
- Odroid N2/N2+
- Xunlong Orangepi 2
- Xunlong Orangepi lite
- Xunlong Orangepi one
- Xunlong Orangepi pc
- Xunlong Orangepi pc2
- Xunlong Orangepi pc+
- Xunlong Orangepi +
- Xunlong Orangepi +2e
- Xunlong Orangepi prime
- Xunlong Orangepi win
- Xunlong Orangepi zero
- Xunlong Orangepi zero +2 h3
- Xunlong Orangepi zero +2 h5
- LinkSprite Pcduino 2
- LinkSprite Pcduino 3
- LinkSprite Pcduino 3 nano
- Pine64 (a.k.a. Pine A64)
- Pine64so
- Pinebook64
- Rock Pi 4
- RockPro64
- Roseapple Pi
- Asus Tinkerboard
- Udoo
- Udoo Neo
- Helios4
- Helios64